# Femmes d'aujourd'hui (magazine)
Pour les articles homonymes, voir Femmes d'aujourd'hui.
Femmes d'aujourd'hui est un magazine féminin hebdomadaire belge de langue française.

## Présentation
En 1932, le groupe Meeuwissen qui édite des journaux de mode, projette de créer un nouveau magazine en Belgique. Il sollicite Rosita Verbeeck, dessinatrice de mode qui accepte, après de longues hésitations : l'entreprise est difficile et elle n'a pas d'expérience. Ce sera un journal pratique et familial mais contemporain, d'où son titre. Il est destiné à des femmes dont la situation est en pleine évolution. La crise économique de 1930 met en effet en péril leur droit au travail.
Il est publié la première fois le 1er avril 1933 et c'est le plus ancien et le plus vendu des magazines féminins en Belgique francophone. Le succès est rapide, en sept ans, il passe de 25 000 à 1 000 000 de lectrices. Une édition flamande est créée, Rijk van de vrouw.
En 1950, une édition française est lancée. Avec 1 450 000 exemplaires, le magazine devient le plus fort tirage d'Europe occidentale.
Rosita Verbeeck reste à la tête du journal jusqu'en 1963 quand Marthe de Prelle reprend ses fonctions. En 1983, Femmes d'aujourd'hui a cinquante ans, 2 000 employés dont 800 en France. Mais en 1988, la filiale française est liquidée.
En 2008, Femmes d'aujourd'hui est acheté par le groupe Roularta. En 2020, il se vend à 62 766 exemplaires par semaine et est le magazine connait une légère croissance. En 2018, Karen Hellemans en devient la rédactrice en chef.
Femmes d'aujourd'hui aborde tous les aspects de la vie quotidienne. Les différents sujets traités par le magazine sont repris dans les rubriques suivantes :
- Cuisine
- Mode
- Beauté
- Maison
- Maman
- Loisirs
- Santé.

## Bandes dessinées
Femmes d'aujourd'hui a publié de nombreuses bandes dessinées dans des pages destinées aux enfants à partir de septembre 1952.
C'est à la demande de l'hebdomadaire qu'Henri Vernes adapte pour la première fois Bob Morane en bande dessinée.
- Moustache et Trottinette[8], de Calvo de 1952 à 1957
- Cric et Crac, de Jean Trubert en 1952
- Mousse et Boule, de Jean Trubert de 1955 à 1960
- Bob Morane, scénario d'Henri Vernes, et dessins de Dino Attanasio, Gerald Forton, William Vance[9] de 1959 à 1975
- Le Chevalier Printemps, de Jean Trubert de 1961 à 1963
- Trompette, de Robert Moreau de 1963 à 1976
- Mademoiselle Caroline, Pierre Probst, dessins de Jean Sidobre, de 1971 à 1972
- Mongwy, Les vautours de la Sierra Mendoza, de William Vance, de 1971 à 1972
- Rodric, de Lucien Meys et William Vance, en 1973
- Ramiro[10], de Jacques Stoquart et William Vance, de 1974 à 1983
- Comtesse de Ségur, romans adaptés par Jean-Claude Lowenthal avec des dessins de Louis-Michel Carpentier, à partir de 1975
- Bruce J. Hawker, Cap sur Gibraltar, de William Vance, de 1976 à 1977
- Les Petites Chipies, de Robert Moreau de 1977 à 1990
- XHG-C3, le vaisseau rebelle, de William Vance, en 1983